# 7 Dywizja Atomowych Okrętów Podwodnych
7 Dywizja Atomowych Okrętów Podwodnych (7 DAOP) – związek taktyczny Sił Zbrojnych Federacji Rosyjskiej w strukturach Floty Północnej.
Dywizja wchodziła  w skład (2008) 11 Eskadry Atomowych Okrętów Podwodnych z Zaoziorska.  Stacjonowała w Widajewo, Ura Guba.

## Okręty
| Okręty dywizji w linii w 2008 |              |                 |
| Nazwa                         | Typ          | Uwagi           |
| B-276 Kostroma                | projekt 945  | w linii od 1987 |
| B-336 Psków                   | projekt 945A | w linii od 1993 |
| B-534 Niżnyj Nowogrod         | projekt 945A | w linii od 1990 |
| B-414 Daniła Maskowskij       | projekt 971  | w linii od 1990 |
| B-448 Tambow                  | projekt 971  | w linii od 1992 |